# 斯泰特萊恩鎮區 (堪薩斯州謝爾曼縣)
斯泰特萊恩鎮區（英語：Stateline Township）是位於美國堪薩斯州謝爾曼縣的一個行政鎮區。

## 地方資料
斯泰特萊恩鎮區的面積為164.93平方千米，當中陸地面積為164.89平方千米，而水域面積為0.04平方千米。根據2010年美國人口普查的數據，當地共有人口253人，而人口密度為每平方千米1.53人。

## 外部連結
- US-Counties.com
- City-Data.com （页面存档备份，存于）